# Boa Vista (Porto Alegre)
Boa Vista é um bairro nobre da Zona Norte da cidade brasileira de Porto Alegre, capital do estado do Rio Grande do Sul. Foi criado pela Lei 2.022 de 7 de dezembro de 1959 e atualizado pela Lei 12.112 de 22 de agosto de 2016.

## Região de Planejamento
O bairro Boa Vista está inserido na chamada Região Geral de Planejamento 2 (RGP2), uma das oito Regiões de Gestão do Planejamento de Porto Alegre. Cada região reúne um grupo de bairros com afinidades entre si. A RGP2 inclui outros dezessete bairros, além do Boa Vista.

## Histórico

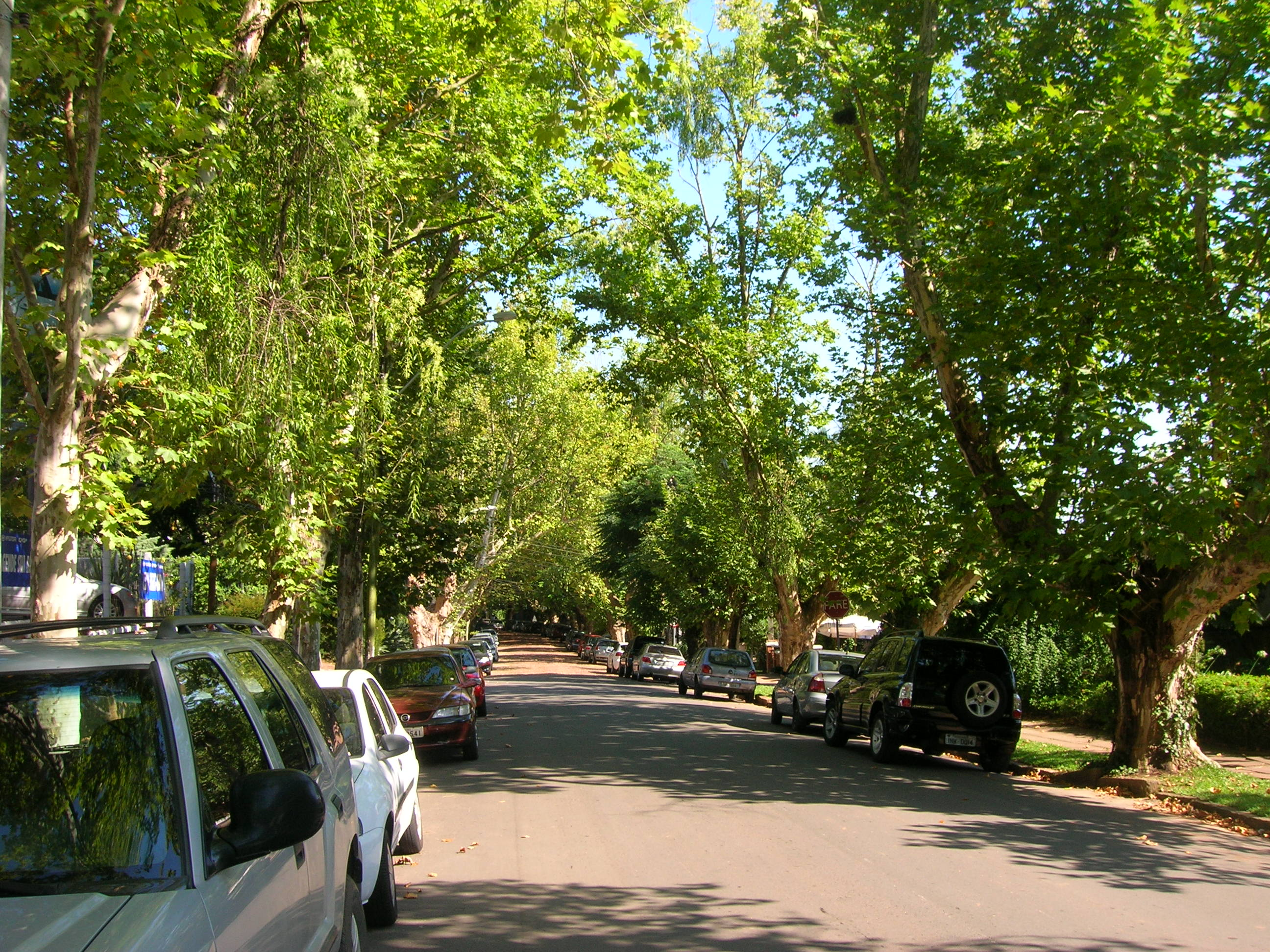
Rua Raimundo Corrêa, nas proximidades da Praça Japão.

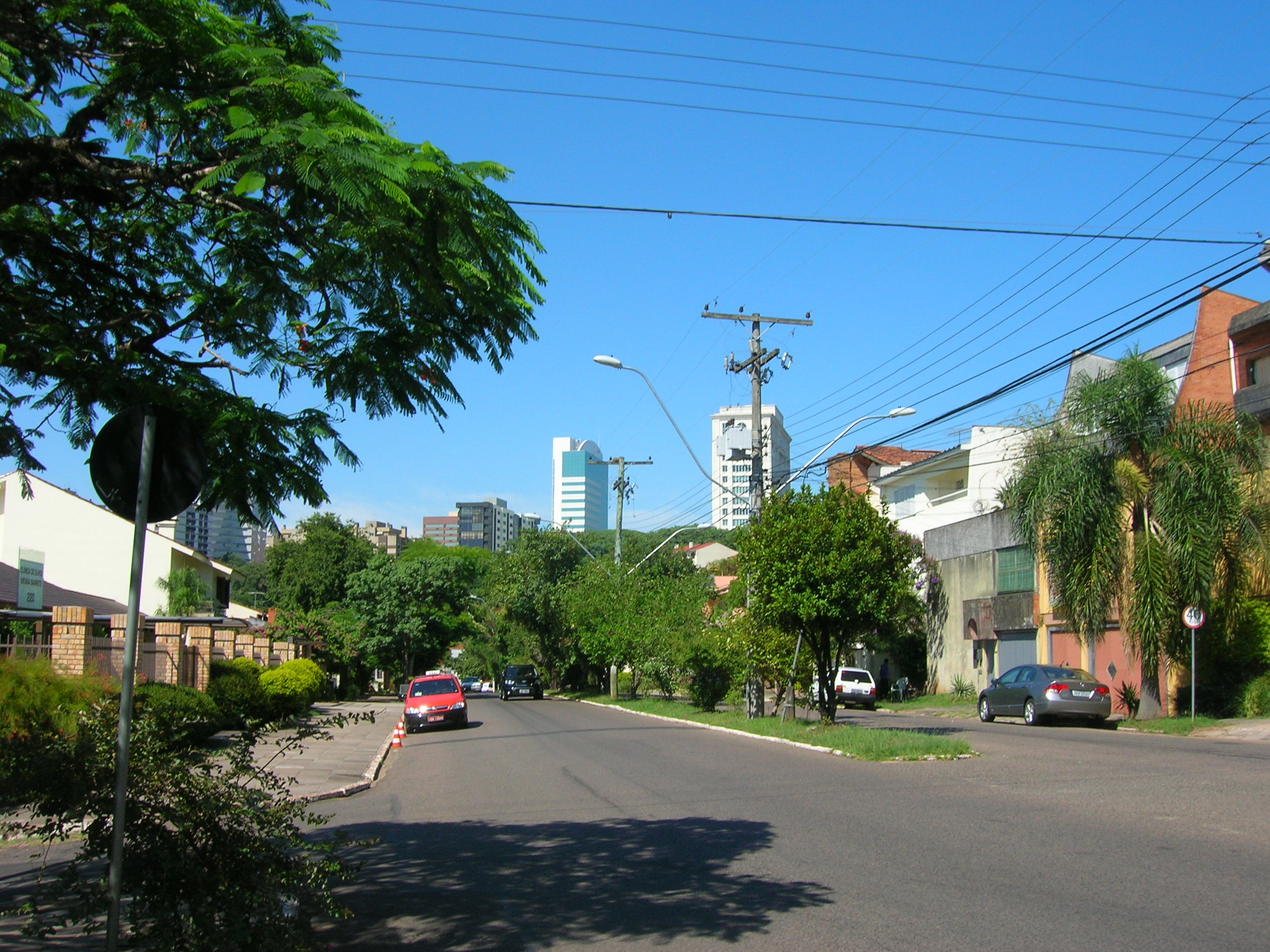
Avenida Eng. Alfredo Corrêa Daudt.

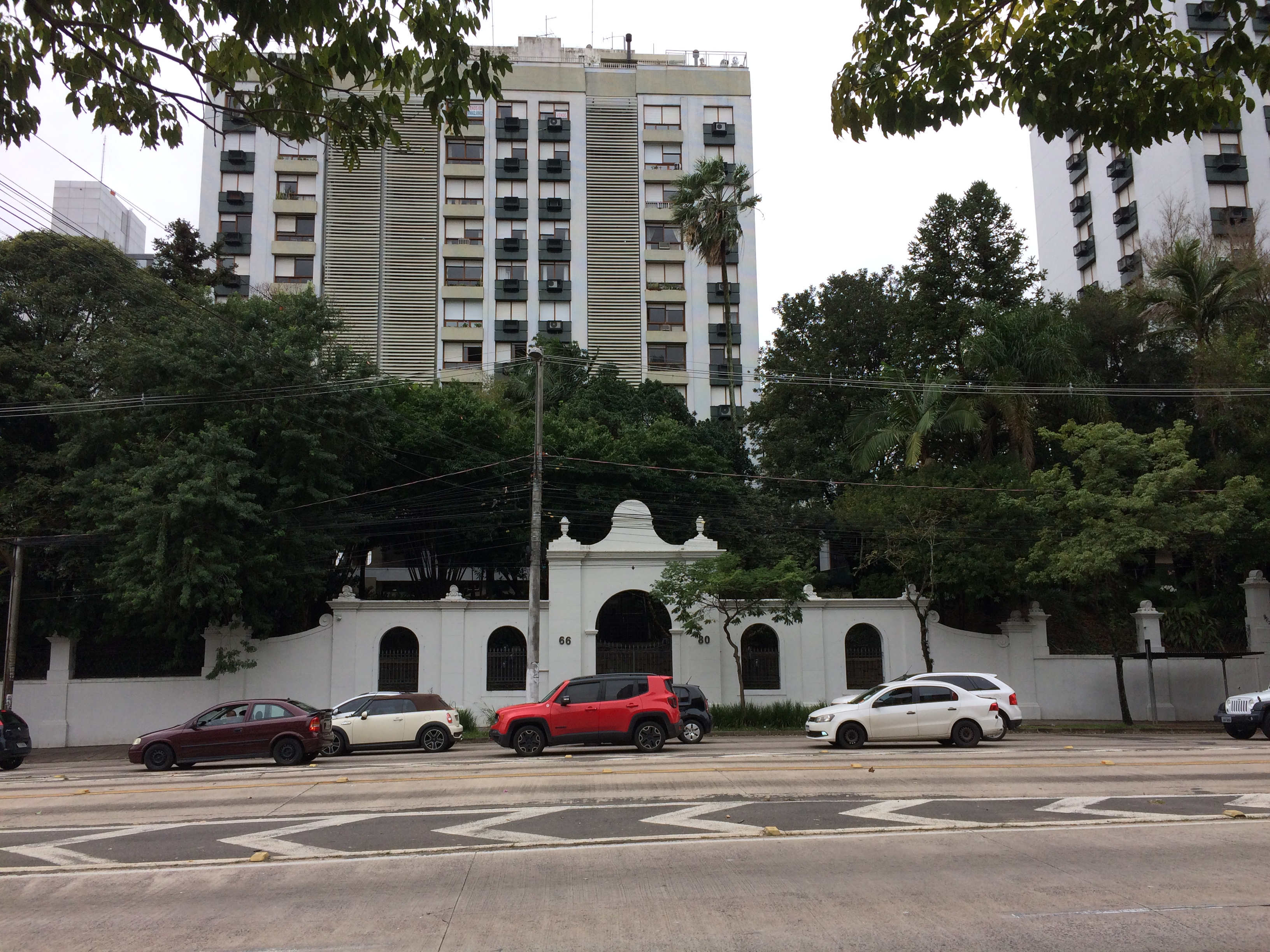
Antigo muro do Solar das Hortênsias.

O Boa Vista consagrou-se como bairro residencial a partir da década de 1960, quando loteamentos planejados foram ali implantados, e os terrenos permitiam a construção de amplas casas. As residências mais antigas situam-se ao redor da Praça do Japão, a qual se encontra em um ponto elevado do bairro. Porém, a especulação imobiliária da cidade na década de 1990 fez com que alguns domicílios dessem lugar a condomínios verticais ou se transformassem em estabelecimentos comerciais.
No bairro se situava o casarão conhecido como Solar das Hortênsias, que se tornou a residência oficial de verão do Governador do Rio Grande do Sul, Canela. A residência de arquitetura neo-colonial em pedra, doada pela família Sopher ao governo estadual em 1981, foi inteiramente desmantelado de seu antigo endereço, na Avenida Carlos Gomes, e reconstruído cuidadosamente, como um quebra-cabeças, na cidade da Serra Gaúcha, tendo sua reconstituição finalizada em 1983. Nos dias de hoje, o antigo terreno do Solar das Hortênsias é ocupado pelo Condomínio Conjunto Residencial Portal Carlos Gomes, cujo projeto preservou o muro e os gradis do casarão.
A maior parte do comércio concentra-se na rua Anita Garibaldi, que nasce no bairro Mont'Serrat, atravessa o Boa Vista e termina no Passo d'Areia; nela funcionam desde bares e restaurantes até lojas e creches e outros tipos de serviços. Trata-se de uma rua muito movimentada sobretudo nos horários de pico.

### Incidentes
Em 12 de julho de 2015, às 14h50, ocorreu uma explosão por vazamento de gás dentro de um apartamento na rua Anita Garibaldi, no Condomínio Vivendas do Parque. Nove pessoas ficaram feridas, entre as quais a proprietária do imóvel, que teve 90% do corpo queimado. Com dois apartamentos destruídos e três danificados pela explosão, o prédio ficou interditado para vistoria e perícia, obrigando cerca de duzentos moradores a buscarem abrigo com parentes e amigos, conforme a Defesa Civil. Vinte e três dias depois do incidente, a Secretaria Municipal de Urbanismo (SMURB) autorizou o retorno dos residentes após um laudo concluir que a segurança estrutural do prédio não estava comprometida.

## Educação

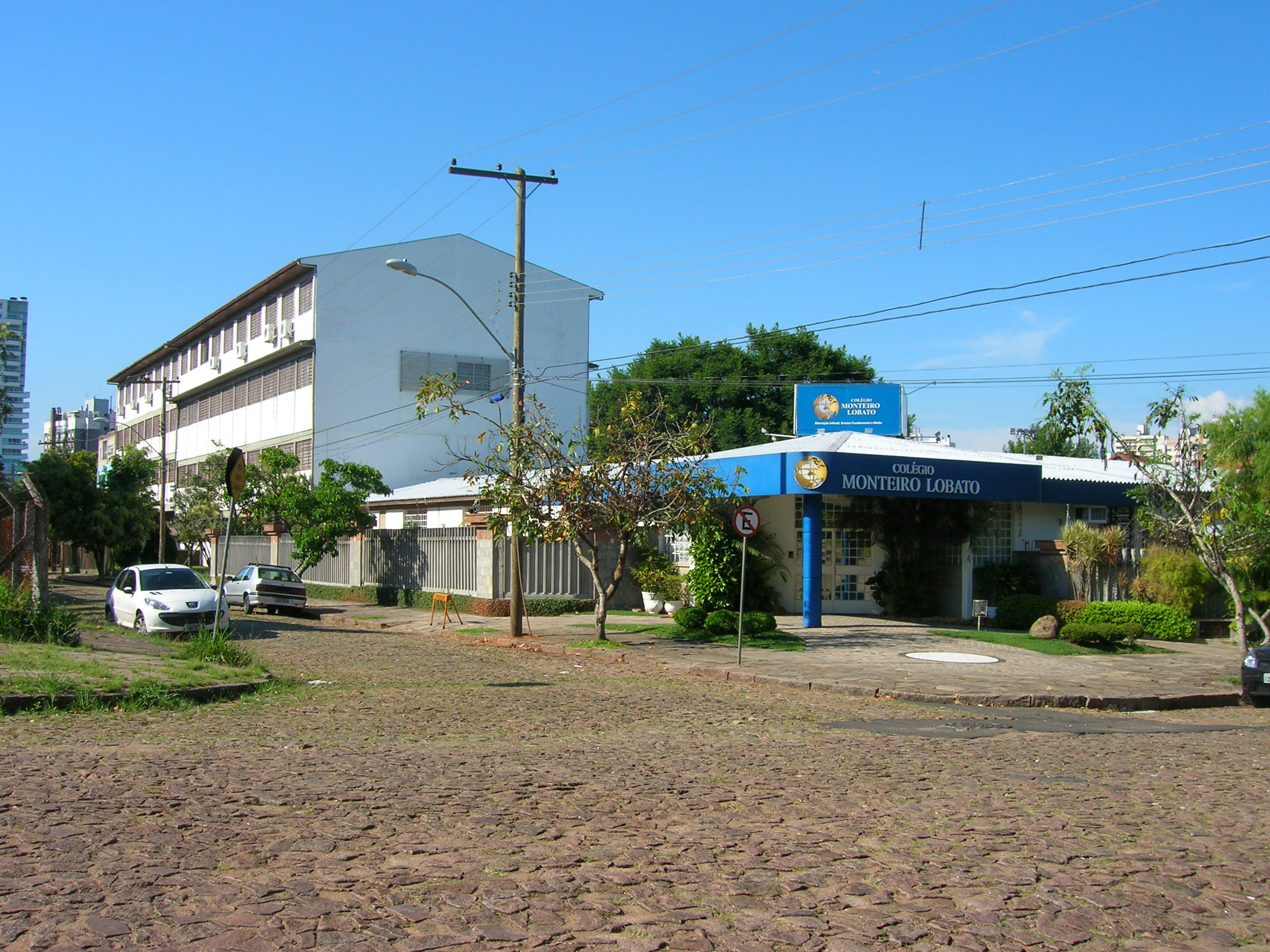
Colégio Monteiro Lobato, visto da Avenida 14 de Julho.

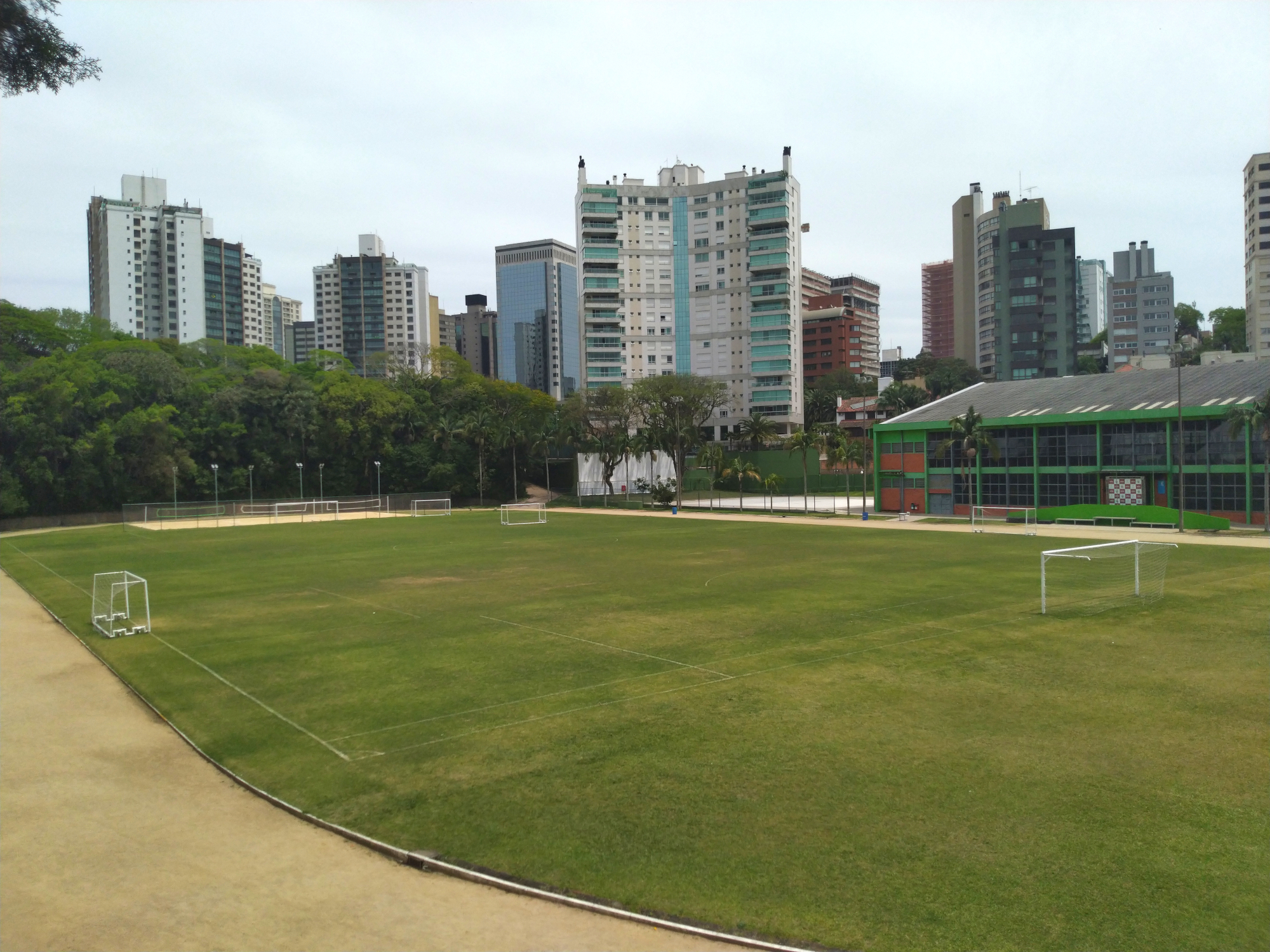
Campo de futebol do Colégio Anchieta, com prédios do bairro ao fundo

O bairro possui duas escolas de ensino privado, o Colégio Província de São Pedro e o Colégio Monteiro Lobato. Ambas as instituições são vizinhas, sendo divididas pela mesma rua, a Salomão Dublin. Próxima está a única escola pública do Boa Vista, a Escola Estadual de Ensino Fundamental Bahia, ao lado da qual funcionam o NEEJA (Núcleo Estadual de Educação de Jovens e Adultos) Darcy Ribeiro e a Escola de Educação Infantil Boa Vista.
A Escola Bahia foi criada no dia 11 de fevereiro de 1958, através do decreto n.º 8.759, e tinha o nome de "Quarta Entrança". Porém, o aniversário da escola é comemorado em 30 de maio, pois passou por uma importante reorganização nesse dia no ano de 1978. Em 1991, ela passou a oferecer as 7ª e 8ª séries do ensino fundamental e, com a autorização do Conselho Estadual de Educação, a ser chamada de Escola de Ensino Fundamental Bahia, homenageando o estado homônimo.
Em dezembro de 2014, anunciou-se a construção no bairro do novo Campus Porto Alegre da Universidade do Vale do Rio dos Sinos (Unisinos). O terreno, na Avenida Nilo Peçanha, abrigava até então um estacionamento e um campo de futebol do Colégio Anchieta, este já situado dentro dos limites do bairro Três Figueiras. O projeto oferece como contrapartidas o alargamento da avenida Nilo Peçanha, com ciclovias, estacionamento com mais de mil vagas e uma passarela ligando o novo campus com o Colégio Anchieta para uso geral e da comunidade estudantil. As obras foram concluídas em 2016.

## Transporte
Linhas de Ônibus:
- 525 Rio Branco / Anita (Carris)
- 4301 Bela Vista / Anita (Conorte)
- 4302 Bela Vista / Anita via Carazinho / Ijuí (Unibus)
- 4303  Bela Vista / Anita via Carazinho / Ijuí (Conorte)
- B51 Parque / Postão IAPI / Hospital Conceição (Conorte)
- B511 Parque / Hospital Conceição / Postão IAPI (Conorte)
- 430 Bela Vista / Anita (Unibus)

Lotações:
- 50.11 Auxiliadora - Anita

## Clubes

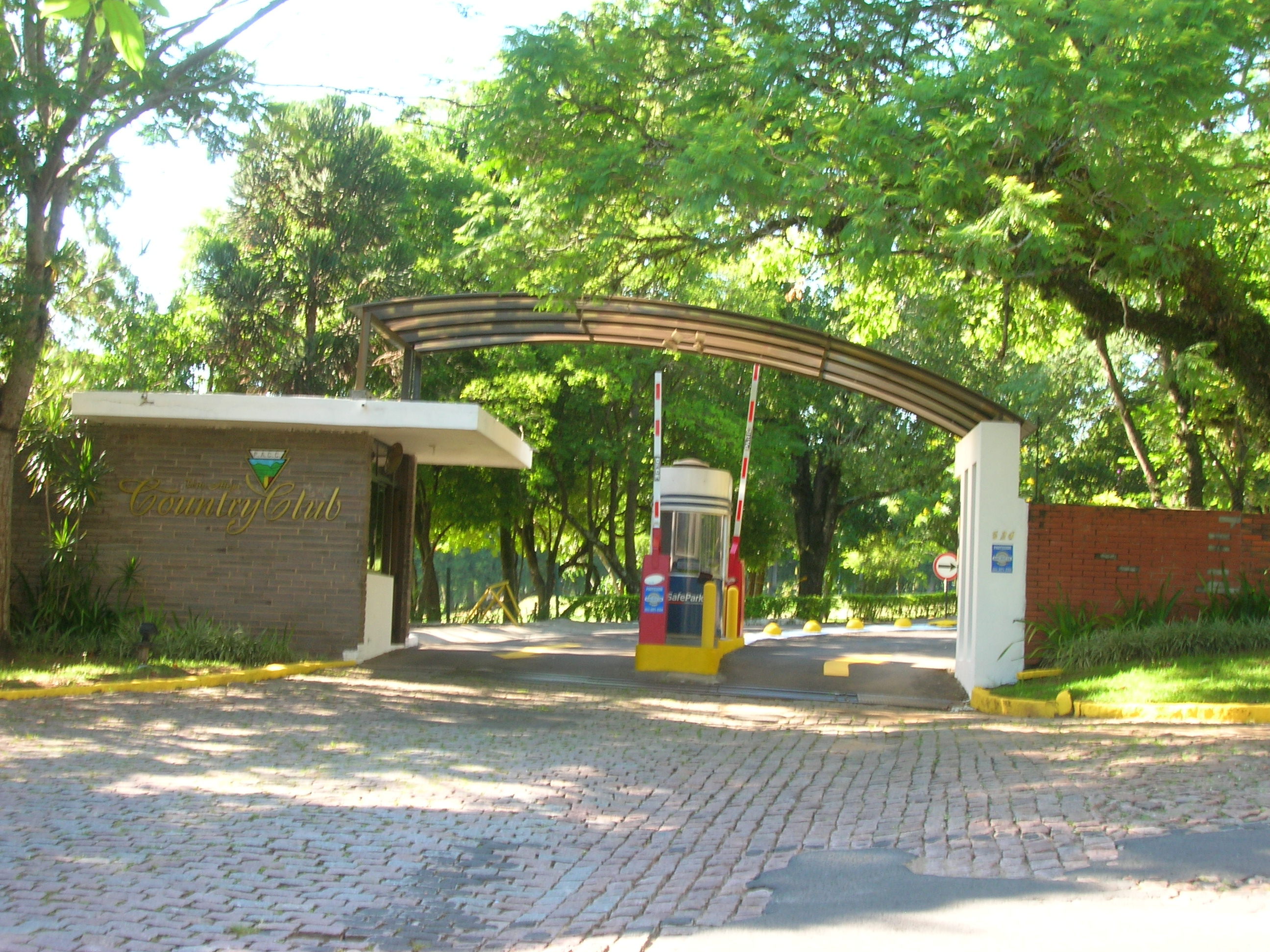
Entrada do Country Club de Porto Alegre

O bairro Boa Vista dispõe de três clubes de lazer: o Porto Alegre Country Club, com mais de 50 hectares, fundado em 30 de maio de 1930 por um grupo de aficcionados do golfe; a Sociedade Libanesa de Porto Alegre, fundada em 1 de setembro de 1936, anteriormente localizada no bairro São João; e o British Club, localizado na Rua Furriel Luiz Antônio Vargas, próximo à Praça Japão, fundado em 1922 por cidadãos britânicos que vieram a trabalho ao Rio Grande do Sul.

## População
De acordo com o Censo de 2010 do IBGE, o bairro Boa Vista tinha 8.750 habitantes.
| Censo Ano | População | Homens | Mulheres | Domicílios |
| --------- | --------- | ------ | -------- | ---------- |
| 1980      | 5.206     | —      | —        | —          |
| 1991      | 8.134     | —      | —        | —          |
| 2000      | 8.691     | 3.946  | 4.745    | 3.034      |
| 2010      | 8.750     | 3.876  | 4.874    |            |

### Comunidades
Vizinha ao terreno do Country Club, a rua Frei Caneca abriga a chamada "Vila Caddie", que continha, em 1998, aproximadamente 70 submoradias familiares. Esta pequena favela ficou assim conhecida porque muitos de seus moradores trabalham como caddies no clube de golfe. Na entrada da vila está instalada a Igreja de Santa Edwiges, filiada à Paróquia Nossa Senhora do Mont'Serrat.

## Marcos
Áreas verdes
- Praça Ephraim Pinheiro Cabral
- Praça do Japão[10]

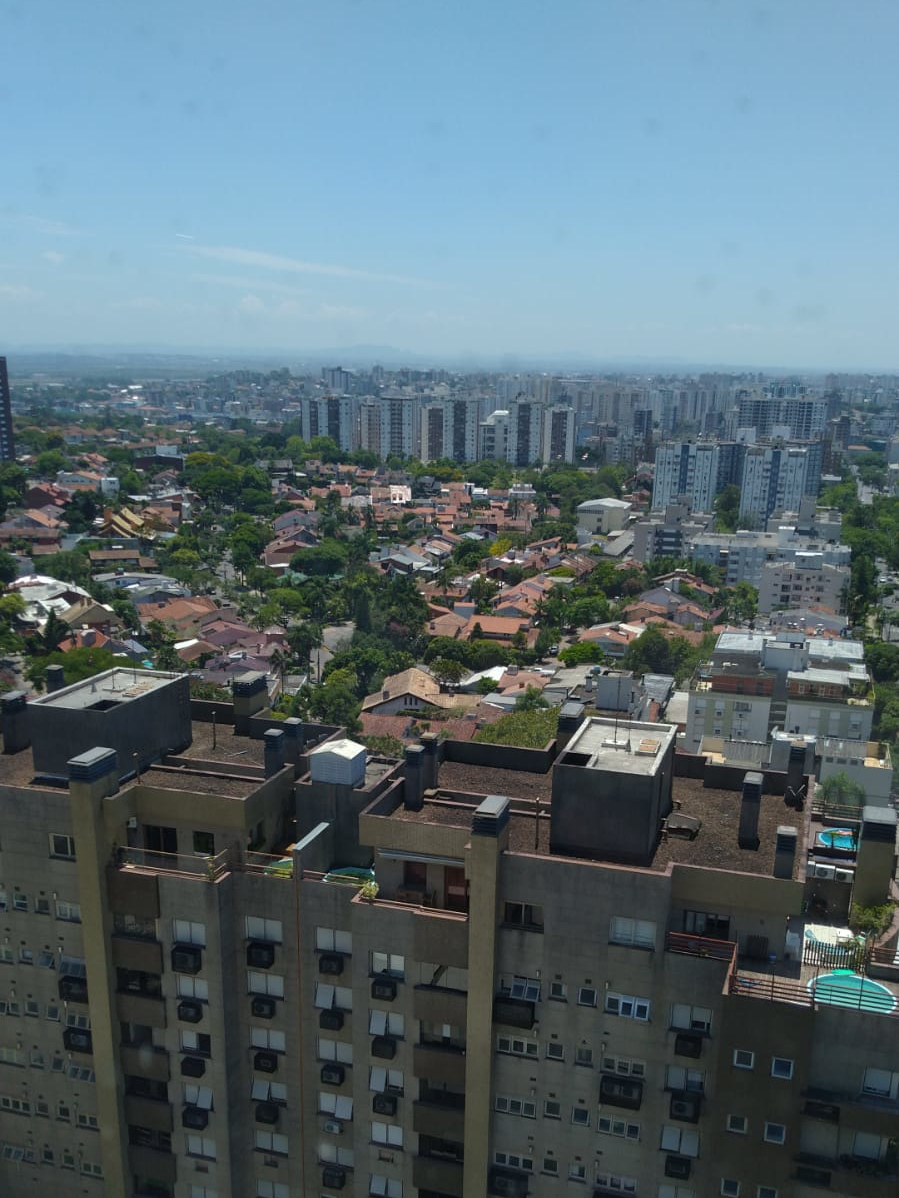
Vista aérea do bairro, a partir da Avenida Carlos Gomes, em 2022

- Praça Professor Leonardo Macedônia

Clubes
- Associação British Club[11]
- Porto Alegre Country Club
- Sociedade Libanesa de Porto Alegre

Educação
- Escola de Educação Infantil Boa Vista
- Escola Estadual de Ensino Fundamental Bahia
- Colégio Monteiro Lobato[12]
- Colégio Província de São Pedro
- NEEJA Darcy Ribeiro

Outros
- Divisão de Suprimentos da Secretaria Estadual da Sáude[13];
- União de Cegos do Rio Grande do Sul (Ucergs)[14]
- Pensionato das Irmãs da Congregação Maria Imaculada[15]

## Segurança
O Boa Vista é um dos bairros da cidade em que funciona o policiamento com bicicletas a fim de reforçar a segurança em locais como escolas e parques. Os outros bairros patrulhados são Cristo Redentor, Passo d'Areia e Vila Ipiranga. A guarda é feita por policiais do 11° Batalhão de Polícia Militar (BPM), que usam abrigos amarelos para terem um visual diferenciado do das fardas habituais para aproximá-los das comunidades locais. Em setembro de 2011, havia três equipes que se revezavam pelos bairros nos três turnos do dia.

### Criminalidade
Em abril de 2015, o Departamento de Investigação do Narcotráfico da Polícia Civil desarticulou uma quadrilha de quatro homens que vendia drogas em um boteco na rua Anita Garibaldi, chamado Bar do Nelson. Conforme concluíram as investigações, o grupo tinha como público alvo estudantes adolescentes dos colégios particulares da região, que compravam os entorpecentes escondidos dentro de maços de cigarro.

## Limites atuais
Ponto inicial e final: encontro da Avenida Carlos Gomes com a Avenida Plínio Brasil Milano; desse ponto segue pela avenida Plínio Brasil Milano até a rua Atanásio Belmonte, por essa até a rua Líbero Badaró, e por essa até o ponto de coordenadas E: 283.486; N: 1.677.465, no limite norte da propriedade do Country Club. Seguindo por esse limite da propriedade até a avenida João Wallig, ponto de coordenadas E: 284.178; N: 1.677.697, por essa até a avenida Doutor Nilo Peçanha, por essa até a Avenida Carlos Gomes, e por essa até a Avenida Plínio Brasil Milano, ponto inicial.

## Lei dos limites de bairros (proposta 2015-2016)
No fim do ano de 2015, as propostas com as emendas foram aprovadas pela câmara de vereadores de Porto Alegre. Em relação aos limites atuais, há algumas alterações. A alteração mais importante foi que os shopping centers Iguatemi e Bourbon Country foram anexados ao novo bairro Jardim Europa. 

### Bibliográficas
- FRANCO, Sérgio da Costa. Porto Alegre: Guia Histórico. 2º edição. Porto Alegre: Ed. da Universidade/UFRGS, 1992. p. 75.
- SANHUDO, Ary Veiga. Porto Alegre: Crônicas da minha cidade. vol. 2. Porto Alegre: Ed. Movimento/Instituto Estadual do Livro, 1975. p. 158-159.
- Lei Complementar 434/99
- Dados do Censo/IBGE 2000